# ノブ (お笑い芸人)
ノブ（1979年〈昭和54年〉12月30日 - ）は、日本のお笑いタレント、司会者。お笑いコンビ・千鳥のツッコミ担当。相方は大悟。
本名は早川 信行（はやかわ のぶゆき）。岡山県後月郡芳井町（現・井原市）出身。吉本興業所属。NSC大阪校21期、東京校4期と同期扱い。身長173 cm、体重65 kg、血液型A型。既婚。2男の父。

## 来歴
岡山県井原市（旧後月郡芳井町）出身。男3人兄弟の末っ子として生まれる。芳井町立芳井小学校（当時）に通い、卒業文集に書いた将来の夢は「日本テレビの社長」。
岡山県立笠岡商業高等学校で後に相方となる大悟と出会う。
高校時代は友達が多く、さらに女性陣から非常にモテており、高1の時のバレンタインにはノブにバレンタインチョコを渡す列ができていた。このときに後の妻から告白された。ただし試験でカンニングを行ったために停学を経験している。
高校卒業し、1998年4月、広島県福山市大門町にあるシャープ福山工場に入社し、工場敷地内の尞住まいをしながら営業職で働いていた。

### 転機
2000年2月、大阪でピン芸人をしていた大悟に会いに初めて大阪に行った際、大悟に「こっちはナンパいうのをするんじゃ」と誘われ、ナンパした女性二人と朝までカラオケをし、大きな衝撃を受けた。「人生ってこんな楽しいんや」と夢のような時間を過ごしたことで大阪への強い憧れを抱く。岡山に帰ったその足で辞表を出しに行き、シャープを1年で退職、大阪に移住して大悟とお笑いコンビを結成し活動を開始した。ナンパが成功したのはこの一回きりだったが、後年「ナンパライフをしたかった。芸人とかどっちでもいいから、アルバイトでもう大阪で人生終わらせて」「もし大悟のナンパが成功してなかったら芸人をやってないと思う。ほんまあの時のお姉さんありがとうございます」と話している。
2012年8月18日より井原ふるさと大使に就任。
2013年11月19日放送『ロンドンハーツ』（テレビ朝日）にて、芸名をそれまでの「ノブ」から「ノブ小池」に改名。この名前は、過去に同番組の企画「意外と知られていない芸人の個人名」において、 出演者の浅尾美和や長澤まさみからノブの名前が出ず、浅尾から「小池さん」と間違えて呼ばれたことに由来する。その後、2015年1月1日放送『明けまして!ざっくりハイタッチです!4時間も?生放送スペシャル』（テレビ東京）にて、2015年より芸名を再度「ノブ」に戻すことを発表した。その後、理由を「頑張ったのですが小池に馴染むのは無理でした」と公式X(旧ツイッター)で明かした。
2019年4月22日、NHK総合『ファミリーヒストリー』「お笑いコンビ千鳥・ノブ〜カヤの木に守られて〜」が放送された。
2019年5月7日リリースの藤川千愛1stフルアルバム『ライカ』に収録の「あの日あの時」で初の作詞を務めた。豪雨災害からの復興を後押しできる楽曲を作れないかと考えた藤川が多くの人に曲を届けるため、かねてから交流のあったノブに協力を依頼したことから実現。また、同曲のミュージックビデオにも出演している。ノブと藤川は、実家が近所で、かつ出身校が幼稚園から小学校、中学校、高校まで一緒。

## 人物

### 特徴
- 身長173 cm、体重65 kg、血液型はA型[2]。

### 趣味・嗜好
- Mr.Childrenのファンで、妻との交際のきっかけは学生時代に8cmシングルCD「名もなき詩」をプレゼントしたこと[19]。桜井和寿に夫婦2人で会うのが芸能界最後の夢だと語っていたが、ONE OK ROCKのTAKAの計らいで桜井本人の家に招待されたことを明かした[20][21]。
- ももいろクローバーZの熱狂的なファン（モノノフ）でもあり、ライブにも足を運ぶ[22]。なお、バラエティ番組で初共演した際に、本番前に楽屋挨拶に来たメンバーに対し“ずっと胸にしまってきた熱い想い”を伝えようとしたが、心とは裏腹に格好をつけてしまい「うぃっす」と素っ気ない返事をしてしまったエピソードがある[23]。後日、その時の様子を思い返しながら、「『うぃっす』じゃねぇ！」「何様じゃおまえは！」と自分をののしっていたという[23]。その後はももクロメンバーの温情により『ももいろ歌合戦』（BS日テレ・フジテレビNEXT・ニッポン放送など）に、第1回（2017年12月31日）にゲスト出演し、第2回（2018年12月31日）の総合司会を担当した[24]。
- 競艇好きの大悟とは対照的に、競馬が趣味。競馬を始めたのは2009年頃で、競馬評論家の亀谷敬正を師匠と仰いでいる[25]。小籔千豊、月亭八光、宇都宮まきらとWIN5のグループ買いを行っていたこともあり、2014年5月22日（オークス開催日）にはそのWIN5で872万馬券を的中させたこともある[25]。番組のロケで競艇場を訪れた際も、他の出演者に隠れてスマホで馬券を購入しようとするほど[26]。
- 大悟と同じく喫煙者であったが、なかやまきんに君の影響もあり2020年から禁煙をしている[27]。同年の年末にTELASAの企画「今でも吸える!! 喫茶店探訪」が始まった際には、「（たばこ企画は）絶対してほしくなかった」と述べている[28]。

### 芸風
- 福岡人志第7回にて松本人志から、吉本内でのツッコミ1位と評されている。
- 嘆くようにツッコむことから、「嘆きツッコミ[29]」と称されることもある。
- 大阪時代から親交の深い笑い飯の2人が、ノブのツッコミの師匠である。2人で1晩中ボケ倒し、疲れ切った状態に持ち込んでノブの風貌と声質に合うツッコミのスタイルを見つけ出したという[30]。

### 家族・親族
- ノブの父親は中途入社した会社で専務まで出世し、定年退職後に芳井町議会選挙に出馬し当選、議員を務めた[注釈 2]。
- 父方の先祖は、毛利元就と敵対していた備後・宮氏の家臣。戦国時代中盤に毛利との戦に敗れ備後から備中へ敗走、江戸時代に入り元禄元年に芳井町坂井地区に移り住む。芳井町には早川姓が20軒存在するがノブの実家が本家で、親戚同士を「株内」と呼び、助け合っていた。また、実家には火縄銃が置いてあり、詳しく調べると町で18軒しか持っていない貴重品であることがわかった[31]。
- 実兄（長兄）の子供は2020年東京オリンピックを目指すBMXレースライダーである[32]。2019年3月14日現在、姪の早川優衣は女子ジュニア強化指定選手「B」指定選手、甥の早川敦哉は男子ユース強化育成と、いずれも日本自転車競技連盟の強化指定選手である[33]。優衣はノブの薦めもあり2023年2月1日よりセント・フォースのスポーツ・文化人セクション「cent.FORCE ZONE」に所属、今後は芸能活動も行う事になっている[34]。
- 2月14日は結婚記念日である。高校1年生の時に同級生だった女子生徒からバレンタインデーでチョコレートをもらい、その日から交際が始まった。その女子生徒と後に2月14日に結婚し、セント・ヴァレンタイン（広島県福山市）で結婚式を挙げた[35]。
- 実家は相方の大悟の実家と同程度の田舎であると自称している。その実家敷地内には、推定樹齢300年のカヤの大木があり[36]、「早川のカヤ」として井原市天然記念物に指定されている[37][注釈 3]。『有吉くんの正直さんぽ』でこの事が明らかになった時には有吉から「ノブは、家に天然記念物のある大金持ち」と言われた[39]。前述の『ファミリーヒストリー』にてカヤの大木が紹介されてから1週間で200人が大木を見に訪れたとのこと[40]。

### 交友関係
- 独身時代に哲夫（笑い飯）と同居していたことがある[41]。
- 佐藤健はプライベートで遊ぶほどの大親友[42]。食事に行ったり[43]、USJに出かけたりする仲である[44]。ノブりん、健さんと呼び合う仲である[45]。
- 2019年2月14日放送分『ぐるナイ ゴチ20』にて、ノブが高校1年生の時から交際を始めた同級生と結婚したエピソードを耳にしたGACKTから「（ノブを）師匠と呼びます」と言わしめた[46]。
- 現在住んでいる自宅マンションの真下の部屋に伊達みきお（サンドウィッチマン）一家が住んでおり、伊達が時折ノブ宅の玄関ドアノブに土産を引っ掛けておく事があるとのこと[47]。

### 病歴
- 2013年2月10日、未破裂左椎骨動脈解離のため入院[48]。1週間で退院し[49]、医師の判断を仰ぎながら仕事復帰している。
- 2022年8月3日、右椎骨動脈解離のため入院したことを発表[50]。数日後に退院できるが、1か月程度の安静が必要という診断を受けた[50]。6日、退院を報告[51]。9月12日、療養を終えて仕事復帰[52]。18日、大阪城ホールで開催されたお笑いフェス「LIVE STAND OSAKA」に出演し、約3か月ぶりにステージに上がった[53]。

### エピソード
- 15歳の時に年越し蕎麦を食べて倒れた経験があることから、蕎麦アレルギーである[54]と信じ込んできたが、2025年に人間ドックを受診した際、実際は発症していなかったことが判明した[55]。
- 初めての愛車は19歳の時に購入したカロゴン[56]。
- 2018年12月27日放送分『テレビ千鳥』（テレビ朝日系）のロケ撮影中に1,142万円のメルセデス・ベンツ Eクラス（E 400 4MATIC カブリオレ）を購入した。ロケ後、自宅でベンツを購入したことを妻に明かすと妻は「何でなん?」と8回連呼したという[57]。
- 2019年10月7日放送の『ノブナカなんなん？』（テレビ朝日系）において、全身脱毛を始めることを初公表した。その理由については「おしり毛がちょっとすごいんです。並みのすごさじゃないんですよ。黒猫がしがみついてるくらい」と説明した[58]。
- 株式会社リクルートライフスタイル企画編集クーポンマガジン『HOT PEPPER』による「飲みたい有名人ランキング 2019」（インターネットリサーチ2019年1月30日～31日まで実施、全国20～30代男女の2027人の回答を集計した結果に基づく）で、「一緒に飲みたい芸人」の1位にノブが選ばれた[59]。
- 出演したNHK連続テレビ小説『なつぞら』の打ち上げにアルマーニのタキシード（40万円）を仕立てて着用し参加した。店員によれば芸能人でアルマーニのタキシードを仕立てたのはノブとトム・クルーズの２人のみ[60]。

## 影響
ノブが活躍することで、徐々に岡山弁（特に備中方言）が全国的に知られるようになった。特にノブがMCを務める番組ではタイトル名に使われていることがある。
例えばテレビ朝日系で土曜日22時25分から放送されている、「ノブナカなんなん」のなんなんは備中方言で「何なの」である。他にも芸人から「一言でつっこめる天才」と称される「見ぃ」や「大（おお）〇〇」なども備中地域で当たり前に使われている。

## 出演番組

### 現在の出演
- 有吉のお金発見 突撃!カネオくん（2019年4月6日[61] - 、NHK総合） - 声の出演：番組マスコットキャラクター・カネオくん
- 佐藤健&千鳥ノブよ!この謎を解いてみろ!（2021年1月11日・8月9日、2022年1月17日・8月8日、2023年5月17日・2024年11月6日、TBS） - 冠番組[62][63][64]
- ノブゴルフクラシック（2022年4月 - 、フジテレビONE）
- 1泊家族（2023年9月16日 - 、テレビ朝日）- MC

### 過去の出演
- 女の子宣言!アゲぽよTV（2011年4月 - 2015年12月23日、毎日放送） - 声の出演
- うまンchu（2012年1月 - 12月22日、関西テレビ） - その後は不定期でゲスト出演
- 競馬血統研究所（フジテレビONE、2015年7月4日 - ）- 不定期
- 旅ずきんちゃん（2016年 - 2018年、CBCテレビ制作・TBSテレビ） - 案内人
- 日本のツッコミどころ～芸人が作る観光名所ガイド～（2016年11月26日、フジテレビ） - ツッコミ観光大使
- 雨上がりと5人のツッコミ芸人旅（2017年1月3日、CBCテレビ・TBSテレビ） - 5人のツッコミ芸人
- ABCお笑いグランプリ（第38回2017年7月9日、第39回2018年7月8日、ABCテレビ） - グランドレポーター
- 七転び八起きさん 私それでもめげません!（2017年12月2日、関西テレビ） - MC
- ヨルスパ! 実は○○で食べてます（2018年3月11日・7月28日、関西テレビ） - MC
- 有吉・福くんのお金発見 突撃!カネオくん（2018年3月24日・5月3日、NHK総合） - 声の出演：番組マスコットキャラクター・カネオくん
- 麗しのマドンナとほっこりきよし旅 in KOBE & ARIMA（2018年3月24日、テレビ大阪） - 旅の案内人
  - 麗しのマドンナとほっこりきよし旅 in KYOTO（2019年3月28日、テレビ大阪） - 旅の案内人
- 川島&ノブ ウダ馬なし（関西テレビ、2018年3月30日 - 2024年3月28日） - MC
- 若林ノブ秋山の 揃いも揃って言ったコト（2018年4月22日・10月2日・2019年6月9日・10月10日、日本テレビ） - MC
- サンバリュ 口をそろえて 〜アノ人もアノ人もアノ人も言ってました〜（2018年4月22日、日本テレビ） - MC
- ツッコむん会〜我々、あの案件見逃しません!（2018年6月17日、ABCテレビ） - 大ツッコミ
- 有吉・望結ちゃんのお金発見 突撃!カネオくん（2018年8月9日、NHK総合） - 声の出演：番組マスコットキャラクター・カネオくん
- 所有者不明!!解決!空き家バスターズ（2018年9月29日・2019年2月17日、ABCテレビ・テレビ朝日） - MC（バスターズ2号）
- 旅するフランス語 黒木華のフランス美食散歩（NHK Eテレ、2018年10月2日第1回 - 2019年3月27日最終回、アンコール放送：2019年4月 -9月 ） - ナレーション[65]
- 有吉・そらちゃんのお金発見 突撃!カネオくん（2018年10月20日・2018年12月8日・12月15日、NHK総合） - 声の出演：番組マスコットキャラクター・カネオくん
- 直美とノブのお直しさん〜モノを直して人生のぞき見!〜（2018年12月28日、フジテレビ） - MC
- 第2回ももいろ歌合戦（2018年12月31日 - 2019年1月1日、ABEMA、ニッポン放送、フジテレビNEXT、BS日テレ） - 総合司会[66]
- GOMI IS MONEY（2019年1月26日、テレビ朝日） - MC
- あさイチ（2019年4月15日 - 4月19日、NHK総合） - 代打キャスター
- 世界一難しいカラオケ（2019年5月18日、テレビ朝日） - MC
- サンバリュ 凄技!仮スマ動画（2019年5月26日・12月20日、日本テレビ） - MC
- ノブナカなんなん?（2019年6月21日・10月7日・12月29日、2020年7月8日、テレビ朝日） - MC
- 痛快TV スカッとジャパン（フジテレビ）
  - スカっとドラマ「役所で騒ぐワガママおばさん」（2019年7月1日） - 職員 役（山村紅葉と対決）
  - 「こんな人が出てました!」5年分の豪華俳優名シーン10連発（2019年7月15日） - ツッコミナレーション
  - スカっとドラマ「マナーの悪い食べ放題男」（2019年7月29日） - 食べ放題のお店にやって来たマナーが悪い男 役
- 中居正広の【悲報】館（2019年9月22日・2020年3月29日、日本テレビ）サブMC
- 徹底追究ミステリー この間に何があった？（2020年3月21日、TBS） - MC
- 超かわいい映像連発!どうぶつピース!!（テレビ東京） - ナレーション（不定期出演）
- 林修のニッポンドリル（フジテレビ、2018年4月25日 - 2023年9月13日） - 副担任（サブMC）
- ぐるぐるナインティナイン コーナー「グルメチキンレース・ゴチになります!」（日本テレビ、2019年1月17日 - 2022年12月29日） - ゴチメンバー[67][68][注釈 4]
- ノブナカなんなん?（2020年10月10日 - 2023年3月1日、テレビ朝日）- MC[69]
- ABEMA・テレビ朝日-FIFA ワールドカップ カタール 2022 - 応援サポーター
- 隣のブラボー様（2023年4月5日 - 2023年8月9日、テレビ朝日）- MC
- ツッコミ芸人総会2024 大忘年会（2024年12月19日、読売テレビ・日本テレビ系）- MC[70]

### テレビドラマ
- 極悪がんぼ 第5話（2014年5月19日、フジテレビ） - 堺 役
- 別れたら好きな人 第25話（2015年11月2日、東海テレビ） - 医師 役
- 連続テレビ小説『なつぞら』第3週（2019年4月、NHK総合） - 十勝農業高校・太田繁吉先生（奥原なつの担任）役[71]

### 吹き替え
- 映画『THE BATMAN-ザ・バットマン-』（2022年3月11日、ワーナー・ブラザース映画） - 強盗 役[72]

### イメージキャラクター
- P&G『ファブリーズ』（2017年9月 - ）[73]

### CM
- P&G ファブリーズ 「臭くなった息子」篇（2017年10月） - 共演：小西真奈美（母親役）、笠井悠聖（息子役）、住田萌乃（娘役）[74]
  - 「開けたくない2人」篇
  - 「ファブる意味」篇
  - 車のファブリーズ「父の本音」篇
- Indeed「年末年始」篇（2017年12月 - 2018年1月） - 斎藤工と漫才コンビ役で共演
  - 年末年始篇「クセが弱い」
  - 年末年始篇「いや無理すな」
- P&G カミソリ「ジレット プロシールド」PR動画（2018年7月、Youtube）[75]
- Indeed「to B タクシーアド」篇（2018年7月） - 千鳥ノブ：社長役、泉里香：秘書役
- 第一生命「ジャストフィット」（2018年3月） - 共演：DAIGO
- P&G ファブリーズ 「トイレのファブリーズ」篇（2018年 - ）
- ニンテンドー3DS『メイド イン ワリオ ゴージャス』（2018年）ナレーション
- Indeed「みんな使ってる」篇（2019年2月） - 社長：斎藤工、社員：千鳥ノブ

### ネット配信
- 清春の木曜The NIGHT（2016年4月15日 - 2017年3月3日、AbemaTV）[76] - アシスタント
- 恋愛学部交流会 ラブ/キャンパス （2018年1月28日 - 3月25日、AbemaTV） - MC
- HITOSHI MATSUMOTO presents ドキュメンタル（Amazonプライム・ビデオ）
  - シーズン4（2017年12月）ノブのキャッチフレーズ：ツッコミ界のクセ強者
  - シーズン7（2019年4月）ノブのキャッチフレーズ：ドキュメンタル最弱芸人
- 私たち結婚しました（ABEMA） - MC[77]
  - 私たち結婚しました（2021年7月9日 - 9月10日）
  - 私たち結婚しました2（2021年11月26日 - 2月4日）
  - 私たち結婚しました3（2022年6月3日 - 8月5日）

### LINEスタンプ
- Amazon Prime Video「HITOSHI MATSUMOTO Presents ドキュメンタル」の音声付きLINEスタンプ「ドキュメンタル ボイススタンプ」（2018年4月19日）[78]
千鳥ノブ「カーン」（ドキュメンタル出演芸人が放ったフレーズを中心とした24種類のうちの1つ）

### DVD
- 千豊小籔のすべらない話 （2015年6月17日、YRBN-90897）